# カンデラブロ

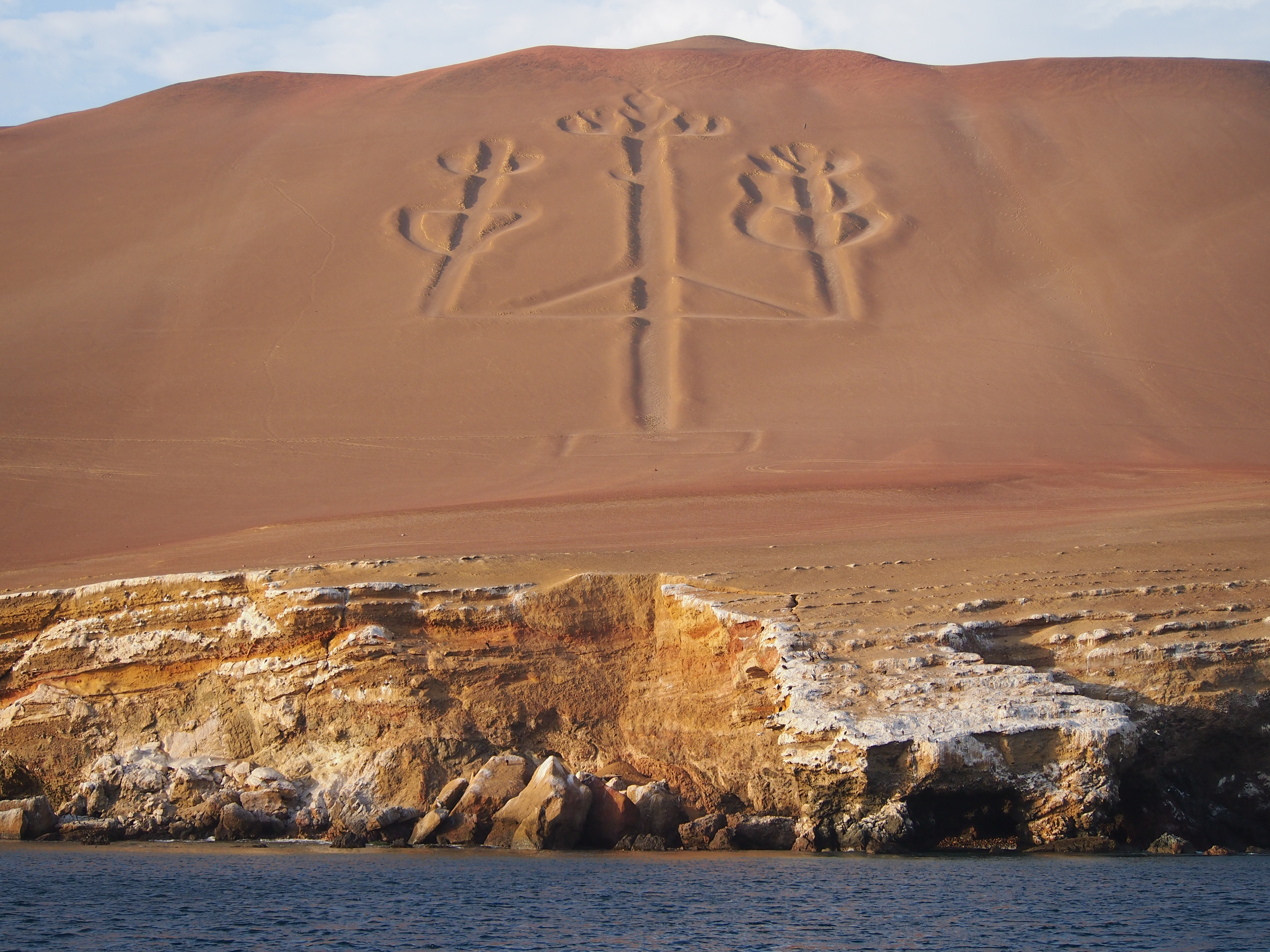
パラカスの地上絵「カンデラブロ」

カンデラブロ（El Candelabro de Paracas）とは、ペルーのイカ県ピスコ郡パラカスにある地上絵。パラカス国立自然保護区の敷地内に所在し、2016年に国の文化遺産として登録された。

## 特徴
ピスコ郡パラカスの海岸沿いにある岸壁に、柔らかい砂で描かれた地上絵。カンデラブロは「燭台」という意味。長さはおよそ170メートル、幅19.3キロ。ナスカの地上絵の研究で知られているマリア・ライヘが、6か月間かけてカンデラブロの研究を行った。約2,500年前のものと推定されており、数々の神話はあるものの、未だ多くのことが謎に包まれている。周辺からは紀元前200年頃の陶器が発見され、パラカス人のものであると考えられている。カンデラブロは沿岸砂漠地帯に位置しているが、パラカスは年間を通して風が強く余分な砂を掃うため、地上絵が砂で消えることはほとんど無いと考えられている。

## アクセス
文化遺産のため立ち入りは禁止されており、違反した場合は逮捕または罰金の対象となる。バジェスタス島を回るボートサファリツアーでは、カンデラブロを海側から観覧することができる。